# Archives nationales (Pays-Bas)
Pour les articles homonymes, voir Archives nationales (homonymie).
Les Archives nationales (Nationaal Archief) sont les archives d'État des Pays-Bas. Elles se situent à La Haye.

## Organisation des Archives nationales
Cet établissement renferme les collections d'archives publiques du gouvernement et de la province de Hollande-Méridionale (Zuid-Holland). De même y sont conservées les archives du comté de Hollande.
Les autres fonds proviennent d'institutions privées et de personnalités en lien avec la politique néerlandaise ou l'histoire sociale ou politique des Pays-Bas. Ainsi, les archives de la Spaarnestad Photo (institution photographique de Haarlem fondée en 1985) y ont déposé leurs cinq millions de clichés photographiques
Les Antilles néerlandaises possèdent des archives nationales distinctes, qui ont été créées au moment de leur indépendance

### Galerie

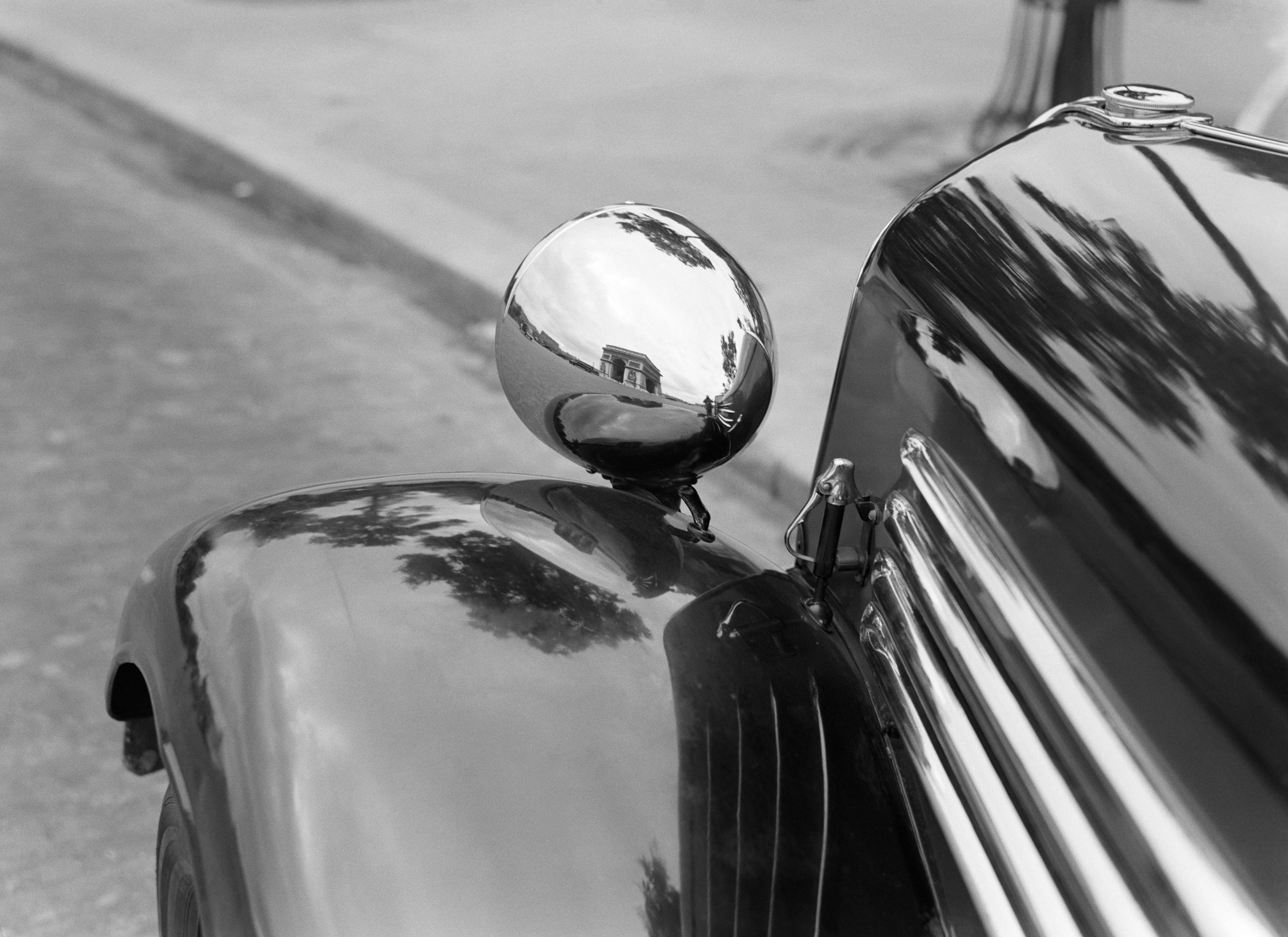
Une image des archives nationales : l'Arc de triomphe de l'Étoile se reflétant dans un projecteur en 1935.
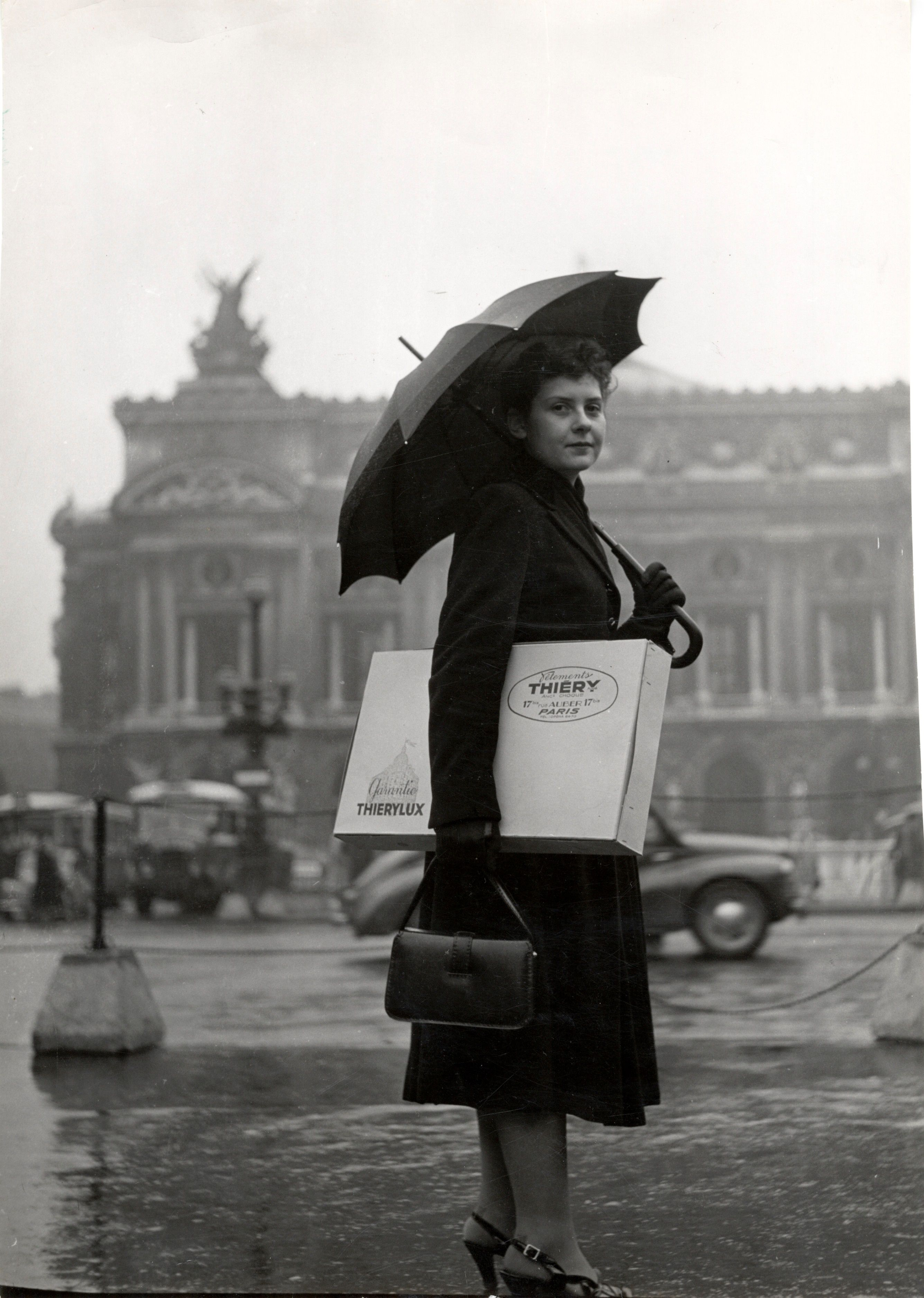
Paris, 1951 (Emmy Andriesse/Anefo)
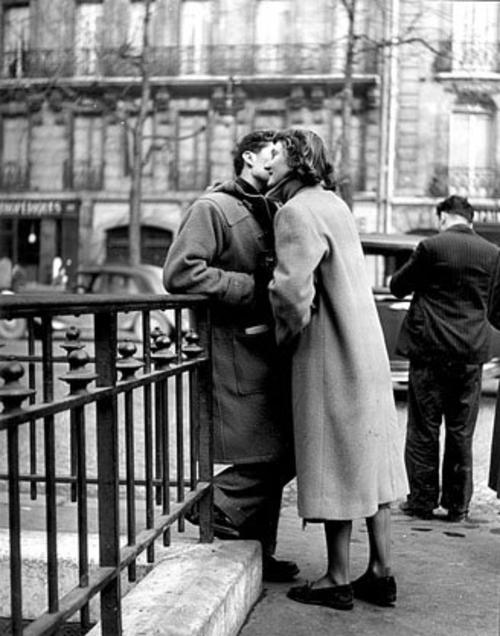
Paris 1945-1955 (Emmy Andriesse/Anefo)
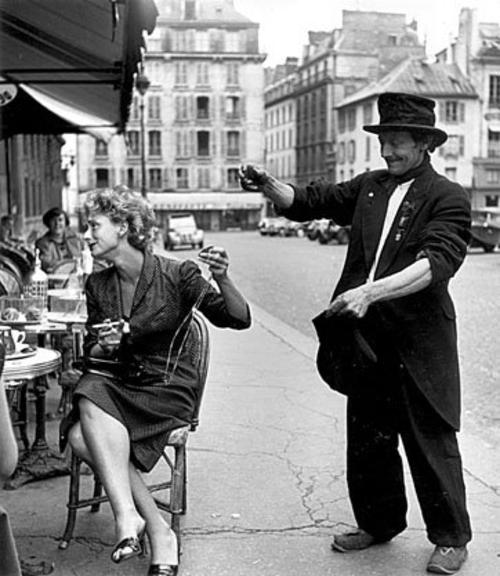
Paris 1945-1955 (Emmy Andriesse/Anefo)
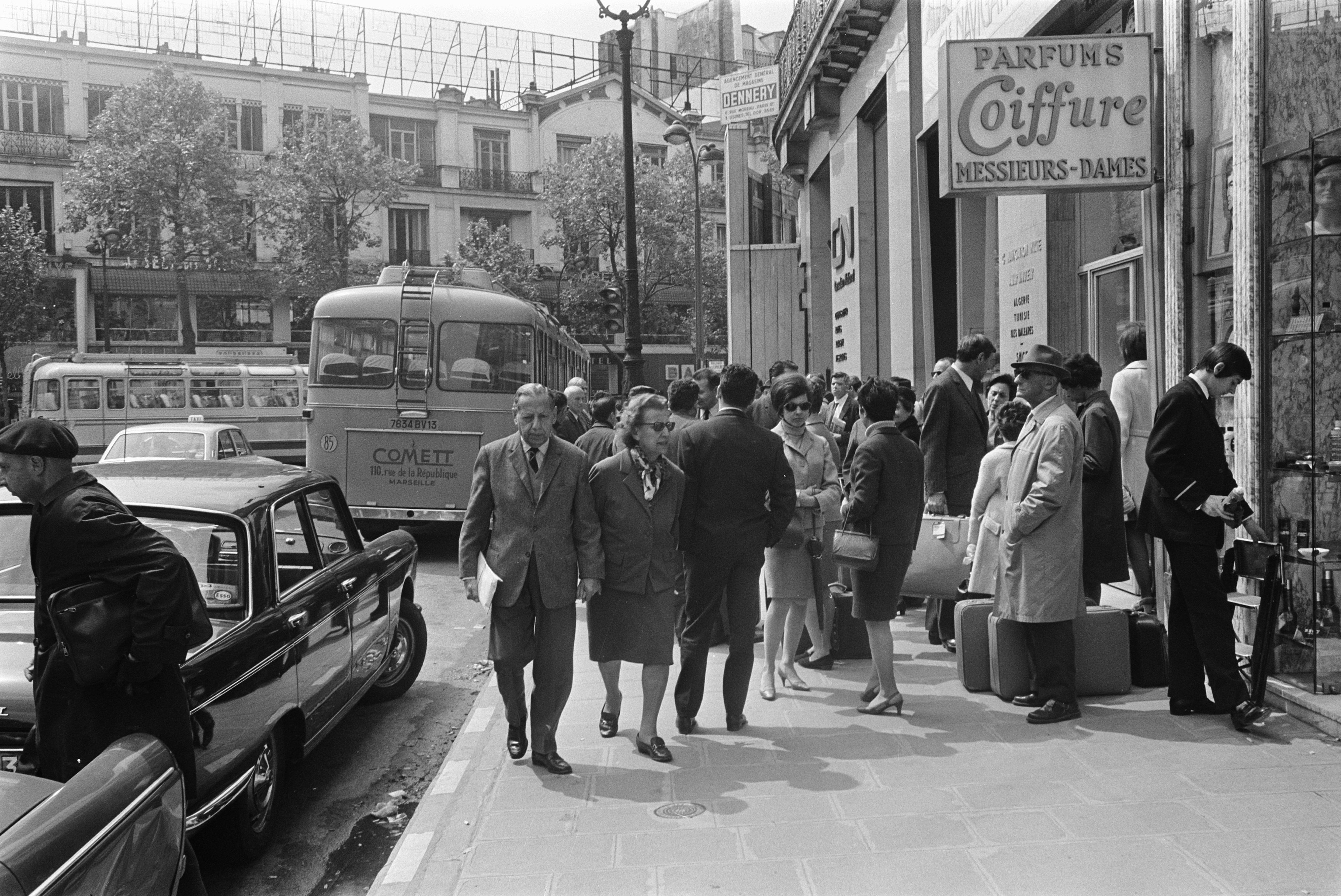
Paris, 28 Mai 1968 (Eric Koch/Anefo)